# وزارة الداخلية (الجزائر)
وزارة الداخلية الجزائرية أو وزارة الداخلية والجماعات المحلية والتهيئة العمرانية هي الفرع الوزاري في الحكومة الجزائرية المكلف عادة بإدارة القطر والأمن الداخلي للبلاد والمحافظة على الحريات العامة، الرقم الأخضر (1100).

## مهام وتنظيم وزير الداخلية
يحدد المرسوم الرئاسي رقم 94-247 المؤرخ في 10 أغسطس 1994 والنصوص اللاحقة مهام وزير الداخلية والجماعات المحلية التي تمارس في المجالات التالية : 
إن مهام وزارة الداخلية والجماعات المحلية بحكم الوظائف الأساسية المسندة إليها عادة تجعل منها أحد أهم الفاعلين في تطبيق برنامج الحكومة في المجالات الأمنية والاجتماعية والاقتصادية والسياسية.

## مجالات تدخل ومهام وزارة الداخلية
يحدد المرسوم الرئاسي رقم 94-247 المؤرخ في 10 أغسطس 1994 والنصوص اللاحقة
مهام وزير الداخلية والجماعات المحلية التي تمارس في المجالات التالية :
النظام العام والأمن العمومي
- الحريات العامة :
  - حالة وتنقل الأشخاص والممتلكات.
  - الحياة الجمعوية.
  - الانتخابات.
  - التظاهرات والاجتماعات العمومية.
- الأعمال ذات المصلحة الوطنية لاسيما التي تكتسي طابعا استعجاليا
- الأعمال المقننة
- الأعمال اللامركزية ورقابة القرارات المحلية
- التنمية المحلية
- التنظيم الإقليمي
- المالية المحلية
- التعاون بين الجماعات المحلية
- الحماية المدنية
- المواصلات الوطنية

## قائمة الوزراء
الوضع
- يدل على وزير بالنيابة

| بداية          | نهاية           | وزير                             | حكومة                                                                 |
| -------------- | --------------- | -------------------------------- | --------------------------------------------------------------------- |
| 19 سبتمبر 1958 | 18 يناير 1960   | لخضر بن طوبال (ج.ت.و)            | الحكومة الجزائرية المؤقتة الأولى                                      |
| 18 يناير 1960  | 9 أغسطس 1961    | لخضر بن طوبال (ج.ت.و)            | الحكومة الجزائرية المؤقتة الثانية                                     |
| 9 أغسطس 1961   | 22 يوليو 1962   | كريم بلقاسم (ج.ت.و)              | الحكومة الجزائرية المؤقتة الثالثة                                     |
| 27 سبتمبر 1962 | 2 ديسمبر 1964   | أحمد مدغري (ج.ت.و)               | حكومة بن بلة الأولى حكومة بن بلة الثانية                              |
| 2 ديسمبر 1964  | 19 يونيو 1965   | أحمد بن بلة (ج.ت.و)              | حكومة بن بلة الثالثة                                                  |
| 20 يونيو 1965  | 10 ديسمبر 1974  | أحمد مدغري (ج.ت.و)               | حكومة بومدين الأولى حكومة بومدين الثانية حكومة بومدين الثالثة         |
| 20 ديسمبر 1974 | 23 أبريل 1977   | محمد بن أحمد عبد الغني (ج.ت.و)   | حكومة بومدين الثالثة                                                  |
| 23 أبريل 1977  | 8 مارس 1979     | محمد بن أحمد عبد الغني (ج.ت.و)   | حكومة بومدين الرابعة                                                  |
| 8 مارس 1979    | 15 يوليو 1980   | محمد بن أحمد عبد الغني (ج.ت.و)   | حكومة عبد الغاني الأولى                                               |
| 15 يوليو 1980  | 12 يناير 1982   | بوعلام بن حمودة (ج.ت.و)          | حكومة عبد الغاني الثانية                                              |
| 12 يناير 1982  | 22 يناير 1984   | محمد يعلى (ج.ت.و)                | حكومة عبد الغاني الثالثة                                              |
| 22 يناير 1984  | 18 فبراير 1986  | محمد يعلى (ج.ت.و)                | حكومة الإبراهيمي الأولى                                               |
| 18 فبراير 1986 | 13 يونيو 1987   | محمد يعلى (ج.ت.و)                | حكومة الإبراهيمي الثانية                                              |
| 13 يونيو 1987  | 9 نوفمبر 1988   | الهادي خضيري (ج.ت.و)             | حكومة الإبراهيمي الثانية                                              |
| 5 نوفمبر 1988  | 9 سبتمبر 1989   | أبو بكر بلقايد                   | حكومة مرباح                                                           |
| 9 سبتمبر 1989  | 25 يوليو 1990   | محمد الصالح محمدي (ج.ت.و)        | حكومة حمروش الأولى                                                    |
| 25 يوليو 1990  | 5 يونيو 1991    | محمد الصالح محمدي (ج.ت.و)        | حكومة حمروش الثانية                                                   |
| 5 يونيو 1991   | 15 أكتوبر 1991  | عبد اللطيف رحال (ج.ت.و)          | حكومة غزالي الأولى                                                    |
| 16 أكتوبر 1991 | 22 فبراير 1992  | العربي بلخير (ج.ت.و)             | حكومة غزالي الثانية                                                   |
| 22 فبراير 1992 | 19 يوليو 1992   | العربي بلخير (ج.ت.و)             | حكومة غزالي الثالثة                                                   |
| 19 يوليو 1992  | 21 أغسطس 1993   | محمد حردي                        | حكومة عبد السلام                                                      |
| 21 أغسطس 1993  | 11 أبريل 1994   | سليم سعدي (ج.ت.و)                | حكومة غزالي الثانية                                                   |
| 11 أبريل 1994  | 2 يوليو 1995    | عبد الرحمان مزيان الشريف (ج.ت.و) | حكومة سيفي الأولى                                                     |
| 2 يوليو 1995   | 27 نوفمبر 1995  | مصطفى بن منصور (ج.ت.و)           | حكومة سيفي الأولى                                                     |
| 27 نوفمبر 1995 | 31 ديسمبر 1995  | محمد صالح دمبري (ج.ت.و)          | حكومة سيفي الثانية                                                    |
| 31 ديسمبر 1995 | 24 يونيو 1997   | مصطفى بن منصور (ج.ت.و)           | حكومة أويحيى الأولى                                                   |
| 24 يونيو 1997  | 14 ديسمبر 1998  | مصطفى بن منصور (ج.ت.و)           | حكومة أويحيى الثانية                                                  |
| 15 ديسمبر 1998 | 23 ديسمبر 1999  | عبد المالك سلال (ت.و.د)          | حكومة حمداني                                                          |
| 23 ديسمبر 1999 | 26 أغسطس 2000   | نور الدين زرهوني (ج.ت.و)         | حكومة بن بيتور                                                        |
| 26 أغسطس 2000  | 31 مايو 2001    | نور الدين زرهوني (ج.ت.و)         | حكومة بن فليس الأولى                                                  |
| 31 مايو 2001   | 4 يونيو 2002    | نور الدين زرهوني (ج.ت.و)         | حكومة بن فليس الثانية                                                 |
| 4 يونيو 2002   | 5 مايو 2003     | نور الدين زرهوني (ج.ت.و)         | حكومة بن فليس الثالثة                                                 |
| 5 مايو 2003    | 19 أبريل 2004   | نور الدين زرهوني (ج.ت.و)         | حكومة أويحيى الثالثة                                                  |
| 19 أبريل 2004  | 1 مايو 2005     | نور الدين زرهوني (ج.ت.و)         | حكومة أويحيى الرابعة                                                  |
| 1 مايو 2005    | 24 مايو 2006    | نور الدين زرهوني (ج.ت.و)         | حكومة أويحيى الخامسة                                                  |
| 25 مايو 2006   | 4 يونيو 2007    | نور الدين زرهوني (ج.ت.و)         | حكومة بلخادم الأولى                                                   |
| 4 يونيو 2007   | 23 يونيو 2008   | نور الدين زرهوني (ج.ت.و)         | حكومة بلخادم الثانية                                                  |
| 23 يونيو 2008  | 15 نوفمبر 2008  | نور الدين زرهوني (ج.ت.و)         | حكومة أويحيى السادسة                                                  |
| 15 نوفمبر 2008 | 27 أبريل 2009   | نور الدين زرهوني (ج.ت.و)         | حكومة أويحيى السابعة                                                  |
| 27 أبريل 2009  | 28 مايو 2010    | نور الدين زرهوني (ج.ت.و)         | حكومة أويحيى الثامنة                                                  |
| 28 مايو 2010   | 11 سبتمبر 2013  | دحو ولد قابلية (ج.ت.و)           | حكومة أويحيى التاسعة حكومة سلال الأولى                                |
| 11 سبتمبر 2013 | 14 مايو 2015    | الطيب بلعيز (ج.ت.و)              | حكومة سلال الثانية حكومة سلال الثالثة                                 |
| 14 مايو 2015   | 11 مارس 2019    | نور الدين بدوي (...)             | حكومة سلال الرابعة حكومة سلال الخامسة حكومة تبون حكومة أويحيى العاشرة |
| 31 مارس 2019   | 19 ديسمبر 2019  | صلاح الدين دحمون (...)           | حكومة بدوي                                                            |
| 19 ديسمبر 2019 | 2 يناير 2020    | كمال بلجود(...)                  | حكومة بدوي(الوزير الأول صبري بوقادوم (بالنيابة))                      |
| 2 يناير 2020   | مازال في المنصب | كمال بلجود(...)                  | حكومة جراد الأولى حكومة جراد الثانية                                  |

## مواضيع ذات صلة
- قائمة الولاة في الجزائر
- الحرس البلدي الجزائري
- ثاجماعث
- المجلس الشعبي البلدي
- المجلس الشعبي الولائي
- المجلس الشعبي الوطني
- مجلس الأمة

## وصلات خارجية
- الموقع الرسمي لوزارة الداخلية والجماعات المحلية والتهيئة العمرانية
- موقع المواطن الجزائري